# Metrea
Metrea é um gênero de mariposa pertencente à família Crambidae.